# Johan van Boom
Johan (ursprungen Jan) van Boom, född 15 september 1807 i Utrecht, Nederländerna och död 19 mars 1872 i Stockholm, var en svensk pianist och tonsättare av holländsk börd. Han var bror till Hermanus van Boom.

Handkolorerat fotografiporträtt på Jan van Boom.

## Biografi
van Boom föddes i Utrecht, och fick sin utbildning hos Johann Nepomuk Hummel och Ignaz Moscheles.  18 år gammal reste han till Stockholm där hans virtuositet som pianist väckte stor uppskattning, och han övertalades att stanna kvar i Sverige som pianolärare. 
År 1844 blev han ledamot av Kungliga Musikaliska Akademien och 1849 lärare i klaver- och pianospel. När akademien några år därefter undergick en större ombildning som läroanstalt, utnämndes van Boom 1859 till professor och verkade i den befattningen fram till sin död.
Bland hans kompositioner märks operan Necken (1844), spelad på Kungliga Teatern, Frithiof på hafvet, Sonat för piano, Kör för mansorkester med stor orkester, som framfördes vid kronprins Karls bröllop med flera.

## Musikverk
- (på inget språkligt innehåll) Air varié for two flutes op. 34. Stockholm: Autographus musicus. 1987[1824]. Libris 655770 - Faksimil av 1. utgåvan, cirka 1824.

- Necken, eller elfspelet : romantisk opera i tre akter ; Svenskt original / J.H. Meyerson. Musiken af J. Van Boom. Stockholm. 1844. Libris 10330655

### Piano
- Introduktion och variationer i Eb-dur. Tillägnad Matilde Elisabeth Forsström.[6]

- (på inget språkligt innehåll) Stor sonat för piano. Stockholm: Musikaliska konstföreningen. 18??. Libris 13443751